# Laxenecera cooksoni
Laxenecera cooksoni là một loài ruồi trong họ Asilidae. Laxenecera cooksoni được Oldroyd miêu tả năm 1974. Loài này phân bố ở vùng nhiệt đới châu Phi.